# Olga Karlíková
Olga Karlíková (6. ledna 1923 Praha – 5. srpna 2004 Praha) byla česká malířka a textilní výtvarnice.

## Život
Narodila se 6. ledna 1923 v rodině Leopolda Karlíka, majitele České mezinárodní paroplavební společnosti Karlík a spol. a jeho ženy Olgy, rozené Zajíčkové. Byla vnučkou Hanuše Karlíka, průmyslníka, významného odborníka v českém cukrovarnictví. Vyrůstala v Praze. Po absolutoriu francouzského lycea navštěvovala Grafickou školu Jaroslava Švába (Officina pragensis, 1939–1940) a Uměleckoprůmyslovou školu (prof. Jaroslav Benda a prof. Antonín Strnadel 1942–1945), která po válce dostala statut Vysoké školy uměleckoprůmyslové (ateliér textilní tvorby prof. Antonína Kybala 1945–1948).
Roku 1947 se provdala za sochaře Jiřího Nováka. V roce 1948 se jim narodila dcera Olga (dnes Jeřábková). S manželem se rozvedli roku 1960.
Žila a pracovala v Praze, od poloviny 60. let také v ateliéru na Kokořínsku. Velký význam pro ni měly cesty do Itálie – na XII. Milánské trienále v roce 1960 – a především několikerá návštěva Francie. V roce 1977 podepsala Chartu 77. Od roku 1990 byla členkou Umělecké besedy v Praze.
Zemřela roku 2004 na Mělníku.

## Dílo

### Textilní tvorba
Mezi lety 1949–1976 pracovala Olga Karlíková v Textilní tvorbě (od roku 1951 Ústav bytové a oděvní kultury – ÚBOK), kde se věnovala návrhům tapiserií, koberců, dekorativních textilií a látek. Byla autorkou tkaného koberce pro český pavilón na Světové výstavě EXPO 58.

### Kresba a malba
Rané dílo Olgy Karlíkové vycházelo z impulzů, které čerpala z okruhu Václava Bartovského a umělců jako byli Václav Boštík, Adriena Šimotová, Jiří John, Věra a Vladimír Janouškovi a další. Principy textilní tvorby, práce s materiálem, smysl pro ornament a rytmizaci plochy se uplatnily i v její volné tvorbě. Díky kontaktům s Jindřichem Chalupeckým, který působil jako teoretik ÚBOKU, se blíže seznámila s aktuálními tendencemi v současném českém i evropském umění. Nevyčerpatelnou inspirací se pro ni stala krajina a její struktura a přírodní jevy a procesy, jako je víření vody, let ptáků či pohyb nebeských těles. Barevnou škálu v malbě zredukovala na minimum. Samotná plastická struktura přírodních materiálů se pak hojně uplatňovala v technice frotáže, kterou si Karlíková oblíbila.
Od poloviny 60. let v kresbách tužkou, štětcem i perem zaznamenávala nejen vizuální, ale také akustické vjemy. Kromě klasické i moderní hudby (např. Johann Sebastian Bach, Leoš Janáček, Milan Slavický, Olivier Messiaen) to byly hlavně přírodní zvuky – žabí kuňkání, volání velryb a především ptačí zpěv, který se od 70. let stal jejím ústředním tématem.

### Zastoupení ve sbírkách
- Národní galerie
- Moravská galerie v Brně
- Uměleckoprůmyslové museum v Praze
- Dům umění města Brna
- Galerie Benedikta Rejta, Louny
- Galerie Klatovy / Klenová
- Galerie moderního umění v Roudnici nad Labem
- Galerie Středočeského kraje (GASK), Kutná Hora
- Galerie umění Karlovy Vary
- Galerie výtvarného umění v Ostravě
- Museum Kampa - Nadace Jana a Medy Mládkových, Praha
- Muzeum umění Olomouc
- Severočeská galerie výtvarného umění v Litoměřicích
- Východočeská galerie v Pardubicích
- Nadace pro současné umění, Praha

### Samostatné výstavy
- 1959 Galerie Československého spisovatele, Praha; Uměleckoprůmyslové muzeum, Brno (s Jiřím Mrázkem)
- 1964 Alšova síň Umělecké besedy, Praha
- 1965 výstava Státní nakladatelství krásné literatury a umění, Světová literatura
- 1975 Galerie Ve věži, Mělník (se Svatoplukem Klimešem)
- 1983 Premonstrátský klášter Doksany; ZV ROH nemocnice, Vysoké Mýto
- 1984 Galerie H, Kostelec nad Černými lesy (s J. Krupkou a P. Rudolfem)
- 1986 Předsálí knihovny Kulturního střediska, Praha Opatov (zakázáno)
- 1987 Sovinec; Osvětová beseda, Jirkov
- 1988 Ústav makromolekulární chemie ČSAV, Praha; Galerie Aspekt, Brno
- 1990 Galerie moderního umění v Roudnici nad Labem (výběrová retrospektiva)
- 1993 České muzeum výtvarného umění, Praha, Zemi, Olga Karlíková a konceptuální přátelé (s M. Šejnem, M. Maurem a M. Pallou)
- 1994 Státní galerie výtvarného umění Most; kostel Nanebevzetí Panny Marie, Zemi, Olga Karlíková a konceptuální přátelé (s M. Šejnem, M. Maurem a M. Pallou)
- 1995 Galerie Via Art, Praha
- 1996 Unie výtvarných umělců ústecké oblasti, Výstavní síň Emila Filly, Ústí nad Labem; Severočeská galerie výtvarného umění v Litoměřicích
- 1997 Synagoga, Městské muzeum a galerie, Hranice na Moravě; Städtische Galerie Wolfsburg
- 1998 Galerie Jiřího Jílka, Šumperk; Malá výstavní síň hematologicko-transfúzního oddělení Nemocnice s poliklinikou, Louny; Galerie Via Art, Praha; Galerie U Bílého jednorožce, Klatovy
- 1999 Obecní galerie Beseda, Praha
- 2000 Galerie umění Karlovy Vary
- 2001 Podbezdězský spolek intelektuální a okrašlovací, Dubá
- 2005 Galerie Atrium, Praha; Městské kulturní zařízení, Galerie Šternberk
- 2007 Galerie Pošta, Dubá
- 2010 Topičův salon, Praha
- 2010 Galerie Ve Školské, Praha
- 2010 Synagoga, Úštěk
- 2012 Multifunkční kulturní centrum Sever, Cvikov
- 2014 Multifunkční kulturní centrum Sever, Cvikov
- 2014 Galerie Pošta, Dubá
- 2020 Olga Karlíková: Nad ránem / At Down, Fait Gallery MEM, Brno, kurátorka: Denisa Kujelová
- 2020 Olga Karlíková : Naslouchání / Listening, Museum Kampa, Praha, 8. září - 8. listopad 2020, kurátorky: Terezie Zemánková a Anežka Šimková.[3]
- 2025 Olga Karlíková — Mám trvalý pocit smutku, Galerie Hunt Kastner, Praha, 12. duben 2025 — 14. červen 2025[4]